# Attaque du Prekaz
 (février 2022).
Si vous disposez d'ouvrages ou d'articles de référence ou si vous connaissez des sites web de qualité traitant du thème abordé ici, merci de compléter l'article en donnant les références utiles à sa vérifiabilité et en les liant à la section « Notes et références ».
Guerre du Kosovo
Batailles
- Attaque du Prekaz
- Massacre de Račak
- Opération Force alliée
- Incidents de frontière albano-yougoslaves
- Destruction d'un F-117 par l'armée yougoslave
- Bataille de Košare (en)

L'attaque de Prekaz , également connue sous le nom de massacre de Prekaz , était une opération menée par les forces serbes le 5 mars 1998, pour capturer des combattants de l'Armée de libération du Kosovo (UCK) considérés comme des terroristes par la Serbie. Au cours de l'opération, le chef de l'UCK Adem Jashari et son frère Hamëz ont été tués, ainsi que près de 60 autres membres de la famille.
L'attaque a été critiquée par Amnesty International, qui a écrit dans son rapport que: "toutes les preuves suggèrent que l'attaque n'avait pas pour but d'appréhender des Albanais armés, mais d'éliminer les suspects et leurs familles". La Serbie, en revanche, a affirmé que le raid était dû aux attaques de l'UCK contre des avant-postes de la police.

## Contexte
Adem et Hamëz Jashari étaient membres de l'Armée de libération du Kosovo (UCK), un groupe militant d'Albanais qui cherchait l'indépendance du Kosovo vis-à-vis de la Yougoslavie. Adem Jashari était responsable de l'organisation de la première formation politique armée à Srbica (Skënderaj en albanais) en 1991.
Poursuivant Adem Jashari pour le meurtre d'un policier serbe, les forces serbes ont de nouveau tenté d'attaquer le complexe de Jashari à Prekaz le 22 janvier 1998. Le 28 février, une fusillade a éclaté entre des militants albanais et une patrouille de police serbe dans le petit village de Likošane. Quatre policiers serbes ont été tués et plusieurs blessés. Les militants de l'UCK, dont Adem Jashari, se sont échappés. Par la suite, la police serbe a tué treize personnes dans une maison voisine. Plus tard dans la journée, des policiers serbes ont attaqué le village voisin de Ćirez et ont ensuite tué 26 Albanais. Cependant, les militants albanais ont réussi à s'échapper et la police a décidé de s'installer chez Adem Jashari et sa famille. Dans la vallée de Drenica, Jashari a décidé de rester chez lui et il a ordonné à ses combattants de rester là aussi et de résister jusqu'au dernier homme.

## Plan d'attaque
Le 5 mars 1998, l'UCK a lancé une autre attaque contre une patrouille de police à Donji Prekaz, ce qui a poussé la police serbe à demander des représailles, selon le rapport public officiel serbe. Après la deuxième attaque, la police a préparé une réponse brutale pour les Jasharis. Ils ont commencé à traquer les militants locaux de l'UCK qui ont été forcés de se retirer dans l'enceinte de Jashari dans le même village.
Le 7 mars 1998, la police yougoslave a tué plus de soixante personnes, dont les deux frères Jashari. Le seul survivant était Besarta Jashari, la fille de Hamëz Jashari. Elle a affirmé que les policiers l'avaient "menacée avec un couteau et lui avaient ordonné de dire que son oncle (Adem Jashari) avait tué tous ceux qui voulaient se rendre".
Les preuves recueillies plus tard ont montré que l'attaque n'avait pas pour but d'appréhender des « militants » albanais armés ; l'attaque visait plutôt à les éliminer, eux et leurs familles. D'autres maisons de membres de la famille Jashari ont également été attaquées par la police ainsi que le complexe résidentiel de la famille Lushtaku. En réponse, le Conseil de sécurité de l'ONU s'est tourné vers le Chapitre VII de la Charte des Nations unies sans autoriser la dernière mesure du chapitre qui était l'intervention militaire. Des mortiers ont tiré sur des maisons et des tireurs d'élite ont tiré sur ceux qui s'enfuyaient.